# Allophorocera flavipruina
Allophorocera flavipruina är en tvåvingeart som först beskrevs av Chao och Liang 1982.  Allophorocera flavipruina ingår i släktet Allophorocera och familjen parasitflugor. Inga underarter finns listade i Catalogue of Life.